# Owego (New York, falu)
Owego falu az Amerikai Egyesült Államok New York államában, Tioga megyében, melynek megyeszékhelye. Lakosainak száma 3654 fő (2020. április 1.).

## Népesség
A település népességének változása:
| Lakosok száma | 3911 | 3896 | 3654 |
|               | 2000 | 2010 | 2020 |